# Niccolò de Simone
Niccolò de Simone (Liegi, ... – 1677?) è stato un pittore fiammingo.

## Biografia
Chiamato anche Lo Zet o Lopet. Secondo il De Dominici si intrattenne in Portogallo, ma in quel paese non vi sono opere documentabili.
È documentato invece a Napoli nel 1636, e fino al 1677. Il suo stile è vicino a quelli di Jusepe de Ribera, Massimo Stanzione, Cavallino e Mattia Preti.

## Opere
- Barano - Ischia,  Chiesa di Sant'Anna, San Giuseppe con il Bambino.
- Genova, collezione privata, Baccanale.
- Mallorca, Museo di Mallorca.
- Madrid, Museo del Prado, "Noé, il sacrificio".
- Massa Lubrense, Chiesa di Santa Maria delle Grazie, Adorazione dei pastori
- Napoli, Museo di Capodimonte, Lot e le figlie, "Strage degli innocenti", "Madonna della Rosa"
- Napoli, Chiesa di Santa Teresa degli Scalzi cappella Anastasio, tre tele tra cui l'"Educazione della Vergine", "San Gioacchino, l'annuncio", "La Madonna e San Giuseppe".
- Napoli, Museo della Certosa di San Martino, Martirio di San Gennaro, Strage degli innocenti (firmato: Nicolaus de Simone / de Liege F.E.V./1637).
- Napoli, Pinacoteca del Pio Monte della Misericordia, Decollazione di San Gennaro nella Solfatara, "Vanitas".
- Napoli, Quadreria dei Girolamini, Madonna col Bambino e "Putto dormiente".
- Napoli, Chiesa dei SS. Severino e Sossio, Mosè fa scaturire l'acqua dalla roccia e Episodio della vita di Mosè.
- Napoli, Basilica di San Lorenzo Maggiore, affresco della cupola della cappella Cacace (1653).
- Napoli, Chiesa di San Potito, San Potito mentre trafitto dal chiodo infuocato, fa provare lo stesso dolore all’imperatore Antonino, opera datata 1654 e firmata.
- Napoli, Chiesa di San Gregorio Armeno, affresco "Martirio di San Gregorio"
- Napoli, in collezioni private, Decollazione di San Giovanni Battista, La Poesia, Santa Lucia, Baccanale, Bacco e Arianna, Caduta della manna.
- Rimini, in collezione privata, La Musica.
- Parigi, Collezione Moratilla, Strage degli innocenti.
- Sarasota. Museo Ringling Martirio di San Sebastiano